# Bitwa pod Stäket
Bitwa pod Stäket – starcie zbrojne, które miało miejsce 13 sierpnia 1719 roku podczas Wielkiej Wojny Północnej.
Desantowe wojska rosyjskie (3 000 żołnierzy) dowodzone przez Fiodora Apraksina, chcąc ominąć Zamek Vaxholm, próbowały przedostać się przez Baggenstäket, bardzo wąski pasaż w Archipelagu Sztokholmskim. Po desperackim ataku regimentu Södermanlandzkiego (1 200 żołnierzy), któremu przewodzili landgraf heski Fryderyk, Carl Gustaf Dücker i Rutger Fuchs, Rosjanie zostali odparci.

## Wstęp
Po śmierci króla Szwecji Karola XII w 1718 roku pod Fredriksten szwedzkie wojska cofały się na wszystkich frontach. Otoczeni przez licznych i w tym momencie znacznie silniejszych wrogów Szwedzi zdawali sobie sprawę, że konieczne jest zawarcie pokoju, który na pewno przyniesie Szwecji dotkliwe straty terytorialne. Próbowano jeszcze grać na animozjach między nieprzyjaciółmi, jednak Rosja zbudowała i wyekwipowała wielką flotę bałtycką, która otrzymała rozkaz najeżdżania i plądrowania wschodnich wybrzeży Szwecji. W pobliżu wybrzeży Szwecji flota rosyjska pojawiła się 11 lipca 1719 roku. Szwedzka marynarka wojenna, choć znacznie przerzedzona w wyniku strat poniesionych w długotrwałej i od wielu już lat niepomyślnej wojnie, wciąż jednak stanowiła niemałą siłę. Rosjanie nie wdawali się w bitwę, koncentrując się głównie na paleniu miast (jak Norrköping) i gospodarstw rolnych.
Admirał Fiodor Apraksin zauważył, że Baggenstäket stanowi "tylne drzwi do Sztokholmu", dzięki którym nie trzeba będzie zdobywać chroniącej stolicę Szwecji twierdzy Vaxholm. Jednak Szwedzi odgadli zamiary Rosjan. Pod dozorem specjalisty do spraw fortyfikacji pułkownika Baltzara von Dahlheima do bardzo wąskiej cieśniny przyholowano wypełnione kamieniami łodzie, gdzie zatopione został w najpłytszej i najwęższej części, by uczynić ją niemożliwą do przepłynięcia. Kanału broniła mała reduta z 3 działami i 400 żołnierzami, a z tyłu w zatoce Lännersta zakotwiczyły cztery galery.
Apraksin zdecydował się zaatakować stolicę Szwecji prawdopodobnie po to, by Szwedzi stali się bardziej skłonni do rozmów pokojowych. Rosyjskie jednostki zostały dostrzeżone 10 sierpnia w okolicy Gålö, Muskö i Ornö, około 20 kilometrów od Baggenstäket. Gdyby Rosjanom udało się przejść przez Baggenstäket, mogliby dotrzeć do Sztokholmu będąc poza zasięgiem dział twierdzy Vaxholm.

## Bitwa
Rano 13 sierpnia generał adiutant Filip von Tessin wrócił z misji zwiadowczej do Baggenstäket i doniósł, że przy wejściu do przesmyku zauważono rosyjskie galery. Zaalarmowany został liczący 800 żołnierzy regiment södermanlandzki, który był najbliższą ze szwedzkich jednostek wojskowych. Regiment ten rozpoczął pod dowództwem Rutgera Fuchsa 19-kilometrowy marsz w kierunku nieprzyjaciela. By osłonić marsz regimentu wysłano naprzód wraz z częścią sił podpułkownika Johana von Essena. Po szybkim marszu w upalny dzień przez skalisty i gęsto zalesiony teren von Essen dotarł do Baggenstäket przed godziną 19:00. Ponieważ nie napotykał sił nieprzyjaciela, kontynuował marsz. Rosjanie w tym czasie wysadzili swoje wojska na obu brzegach wschodniego wejścia do kanału. Kontynuując szybki marsz von Essen niespodziewanie dostał się pod ogień prowadzony z pól wokół Skogsö gård. Jego wojska będące bez osłony poniosły znaczne straty – ranny został także sam von Essen.
O godzinie 20:00 przybył batalion Fuchsa, dowiadując się o ciężkiej sytuacji von Essena. Na prawym skrzydle von Essena były bagna, toteż Fuchs musiał minąć von Essena z jego lewej strony, co zmusiło go do marszu przez nierówny i górzysty teren, do tego przy zapadających ciemnościach. Rosjanie usłyszeli, jak nadchodzą żołnierze Fuchsa i otworzyli ogień. Batalion Fuchsa odpowiedział ogniem, zadając stojącym w ścisku Rosjanom ciężkie straty, wkrótce został jednak zagrożony obejściem lewego skrzydła. Następnie Fuchs rozpoczął odwrót w kierunku lasu. Rosjanie, którzy ponieśli znaczne straty, nie ścigali go. Bitwa zakończyła się po dwóch godzinach chaotycznej walki. Szwedzi stracili 100 zabitych i rannych, natomiast Rosjanie – 500 zabitych i rannych.